# Горд Макре
Горд Макре (англ. Gord McRae, нар. 12 квітня 1948, Шербрук) — канадський хокеїст, що грав на позиції воротаря.

## Ігрова кар'єра
Професійну хокейну кар'єру розпочав 1970 року виступами за клуби Східної хокейної ліги. 
У сезоні 1971–72 захищав кольори клубу «Провіденс Редс» (АХЛ), згодом команди ЦХЛ «Талса Ойлерз».
У сезоні 1972–73 років Горд перебрався до Торонто, де уклав угоду з клубом НХЛ «Торонто Мейпл-Ліфс». У складі останнього Макре відіграв п'ять сезонів, провівши загалом 71 гру в регулярному чемпіонаті та вісім матчів у плей-оф.

## Статистика НХЛ
| Сезон        | Клуб                 | Ліга         | Регулярний сезон | Регулярний сезон | Регулярний сезон | Регулярний сезон | Регулярний сезон | Регулярний сезон | Регулярний сезон | Регулярний сезон | Регулярний сезон | Плей-оф | Плей-оф | Плей-оф | Плей-оф | Плей-оф | Плей-оф | Плей-оф | Плей-оф |
| Сезон        | Клуб                 | Ліга         | І                | В                | П                | Н/OT             | Хв               | ПГ               | ІБГ              | ПГГ              | %ВК              | І       | В       | П       | Хв      | ПГ      | ІБГ     | ПГA     | %ВК     |
| ------------ | -------------------- | ------------ | ---------------- | ---------------- | ---------------- | ---------------- | ---------------- | ---------------- | ---------------- | ---------------- | ---------------- | ------- | ------- | ------- | ------- | ------- | ------- | ------- | ------- |
| 1972–73      | «Торонто Мейпл-Ліфс» | НХЛ          | 11               | 7                | 3                | 0                | 620              | 39               | 0                | 3.77             | .892             | —       | —       | —       | —       | —       | —       | —       | —       |
| 1974–75      | «Торонто Мейпл-Ліфс» | НХЛ          | 20               | 10               | 3                | 6                | 1063             | 57               | 0                | 3.22             | .891             | 7       | 2       | 5       | 441     | 21      | 0       | 2.86    | .900    |
| 1975–76      | «Торонто Мейпл-Ліфс» | НХЛ          | 20               | 6                | 5                | 2                | 954              | 59               | 0                | 3.71             | .875             | 1       | 0       | 0       | 13      | 1       | 0       | 4.76    | .800    |
| 1976–77      | «Торонто Мейпл-Ліфс» | НХЛ          | 2                | 0                | 1                | 1                | 120              | 9                | 0                | 4.53             | .882             | —       | —       | —       | —       | —       | —       | —       | —       |
| 1977–78      | «Торонто Мейпл-Ліфс» | НХЛ          | 18               | 7                | 10               | 1                | 1037             | 57               | 1                | 3.30             | .882             | —       | —       | —       | —       | —       | —       | —       | —       |
| Усього в НХЛ | Усього в НХЛ         | Усього в НХЛ | 71               | 30               | 22               | 10               | 3793             | 221              | 1                | 3.50             | .885             | 8       | 2       | 5       | 454     | 22      | 0       | 2.91    | .898    |